# Hush Hush (singel Alexis Jordan)
Hush Hush – piosenka amerykańskiej piosenkarki Alexis Jordan stworzona przez Autumn Rowe, Petra Brdicko, Mikkela S. Eriksena, Tora Erika Hermansena i Sandy Wilhelm na debiutancki album studyjny zatytułowany Alexis Jordan. Produkcją singla zajęli się StarGate i Sandy Vee. 10 czerwca 2011 roku utwór został wydany w formacie digital download. Zadebiutował na #36 pozycji w Irlandii i #66 w Wielkiej Brytanii miesiąc przed oficjalnym wydaniem. Teledysk do utworu został przesłany do serwisu YouTube w dniu 6 maja 2011 roku i trwa cztery minuty i sześć sekund. Został wyreżyserowany przez Cliftona Bella.

## Lista utworów
- UK Digital EP

1. "Hush Hush" – 3:42
2. "Hush Hush" (Tom Neville's Turned Up to 11 Remix) – 6:21
3. "Hush Hush" (Cahill Full On Club Remix) – 7:10
4. "Hush Hush" (Cahill Full On Dub Remix) – 7:10
5. "Hush Hush" (Cahill Lounge Remix) – 7:11
6. "Hush Hush" (Full Intention Club Remix) – 6:10

- Australian Digital EP

1. "Hush Hush" – 3:42
2. "Hush Hush" (Cahill Full On Remix Edit) – 3:29
3. "Hush Hush" (Full Intention Radio Remix) – 4:54
4. "Hush Hush" (Tom Neville's Turned Up To 11 Radio Remix) – 3:42
5. "Hush Hush" (Stargate Extended Mix) – 5:20